# Шпаковский, Александр Викентьевич
Алекса́ндр Вике́нтьевич Шпако́вский (1899, Харьков, Российская империя — 9 июня 1938, СССР) — советский футболист, нападающий.

## Биография
Воспитанник харьковской детской команды «Диана». Выступал за харьковские команды: «Матрос», «Янус», ОЛС, «Штурм», «Рабис», «Динамо». Становился чемпионом Харькова и Украины, в 1924 году стал чемпионом СССР, а в 1928 году серебряным призёром. В 1928 году и 1930 году вошёл в список 33-х лучших футболистов СССР.
16 ноября 1924 года сыграл свой единственный официальный матч за сборную СССР против Турции (3:0), Шпаковский забил в том матче. Провёл 12 неофициальных матчей за сборную СССР и забил 3 гола.
В 1935 году возглавил харьковское «Динамо», на этом посту он проработал один год.
Кроме футбола Шпаковский становился чемпионом Харькова по теннису, а в 1928 году становился серебряным призёром чемпионата СССР по хоккею с мячом. Также занимался гандболом и лёгкой атлетикой.
По образованию врач, работал в институте ортопедии в Харькове.
14 марта 1938 года был арестован НКВД, как участник белогвардейской организации. 9 июня 1938 года был расстрелян, похоронен в Харькове. 23 мая 1958 года был реабилитирован. По другим данным он умер в 1942 году в лагере в Хабаровском крае, из-за ложного обвинения.

## Достижения
- Чемпион СССР (1): 1924
- В списке 33-х лучших футболистов сезона в СССР (2): 1928, 1930